# Apomecyna bisignata
Apomecyna bisignata är en skalbaggsart som beskrevs av Stefan von Breuning 1952. Apomecyna bisignata ingår i släktet Apomecyna och familjen långhorningar. Inga underarter finns listade i Catalogue of Life.